# Ludwig Karl Böhm
Ludwig Karl Böhm (* 16. Juni 1859 in Lauscha; † nach 1907) war ein deutschamerikanischer Erfinder in der Elektroindustrie und der Chemieindustrie der USA.

## Leben
Ludwig Karl Böhm lernte in seiner Geburtsstadt, der Glasbläserstadt Lauscha in Thüringen, das Glasbläserhandwerk und arbeitete dann mit dem Vakuumpumpenerfinder Heinrich Geißler zusammen. Für wissenschaftliche Zwecke im Bereich der Chemie und der Vakuumphysik war die Herstellung komplexer Glasapparaturen erforderlich. Vermutlich erwarb Böhm auch elektrotechnische Grundkenntnisse im Rahmen der Tätigkeit.
Er ging dann in die USA und wurde im August 1879 im Alter von 20 Jahren Mitarbeiter von Thomas Alva Edison in dessen Entwicklungslabor in Menlo-Park. Er war der erste Spezialist auf dem Gebiet der Glasbearbeitung in dessen Team. Obwohl er nur kurz für Edison arbeitete, konnte er offenkundig wertvolle Beiträge leisten, denn Edison zählt ihn in einem autobiografischen Artikel vom 5. März 1904 in The Electrical World zu den wichtigen Mitarbeitern der Gründerjahre. Ende 1879 stellte Edison seine ersten Erfolge bei der Entwicklung der Glühlampe mit Kohlefaden der Öffentlichkeit vor. Wahrscheinlich stammen alle Glasarbeiten dieser ersten Edison-Lampen von Ludwig Karl Böhm. Am 16. Januar 1880 berichtete die New York Times über einen Besuch in Menlo Park. Ein junger thüringischer Glasbläser, wahrscheinlich Ludwig Karl Böhm, habe erläutert, dass er zirka eine halbe Stunde benötige, eine Lampenhülle zu blasen, den Innenaufbau einzusetzen und die Lampe zu versiegeln. Böhm half dem Edison-Team auch bei der Konstruktion einer kombinierten Spengel-Geissler-Vakuumpumpe, die zur Qualität der hergestellten Lampen wesentlich beitrug.
Böhm arbeitete ab 1880 für den Edison-Konkurrenten Hiram Maxim bei der United States Electric Lighting Co. und wurde bereits 1881 eine Art Chefentwickler der American Electric Light Co. In dieser Funktion meldete er mehrere US-Patente für Glühlampentechnik an. Offenkundig waren die Fähigkeiten Böhms bei den Glühlampenentwicklern gefragt.
1882 ging Ludwig Karl Böhm nach Deutschland zurück, studierte wahrscheinlich Chemie in München und promovierte 1886 in Freiburg. 1887 wanderte er erneut in die USA aus und nahm vermutlich zwischen 1898 und 1900 die US-Staatsbürgerschaft an, da die Formulierung „a subject of the Emperor of Germany“ auf späteren Patenten fehlt.
Er arbeitete zunächst für einige Chemie-Unternehmen in den USA und dann für die Thomson-Houston Co. erneut auf dem Gebiet der Glühlampentechnologie. Die Thomson-Houston Co. fusionierte 1892 mit der Edison General Electric Co. zu General Electric. In der Gründerzeit der US-Elektroindustrie war Böhm bei den wichtigen Unternehmen der damaligen Zeit tätig.
Zirka 1890 gründete Ludwig Karl Böhm eine eigene Firma in New York; er arbeitete als Berater für die Elektro- und Chemieindustrie und übernahm Entwicklungsaufgaben. Für Fachzeitschriften wie The Electrical World verfasste er einige Artikel zu technischen Details der Glühlampentechnologie und hielt gelegentlich öffentliche Vorträge, so kündigte zum Beispiel die New York Times am 8. Februar 1890 einen Vortrag von Dr. Ludwig K. Böhm über die unterirdische Stromversorgung von New York an. Erfindungen im Zusammenhang mit Carbid und Azetylen waren Ende der 1890er Jahre sein Arbeitsschwerpunkt; Carbid wurde unter anderem für im Bergbau eingesetzte Karbidlampen benötigt. Danach arbeitete er an chemischen Prozessen im Zusammenhang mit der Papierherstellung.
Über sein Privatleben sowie Sterbedatum und Ort liegt keine Quelle vor; das letzte auf seinen Namen ausgestellte bekannte Patent datiert vom 31. Dezember 1907. In einem Patent von 1904 ist Hoboken und im letzten Patent von 1907 Jersey City, beide im US-Bundesstaat New Jersey, als Wohnort genannt.
Der Lebensweg von Ludwig Karl Böhm, der aus dem Erfinden und Lösen technischer Probleme seinen Beruf machte, ist erkennbar von der Erfahrung in Menlo Park und Edisons Methoden geprägt. Seine handwerklichen Fähigkeiten ergänzt um später erworbene wissenschaftliche Kenntnisse waren dafür die ideale Kombination.

## Glühlampenpatentprozesse
Ludwig Karl Böhm war ein wichtiger Zeuge und Gutachter in den Patentprozessen mit „Goebel-Defense“. Mehrere Glühlampenhersteller stellten im Jahr 1893 die Gültigkeit des Edison-Glühlampenpatents mit einer Antizipationsbehauptung in Frage. Der aus Deutschland stammende Heinrich Göbel sollte nach den Behauptungen schon früher als Thomas Alva Edison Glühlampen mit hochohmigem Kohlefaden und Vakuumversieglung durch einleitende Platindrähte hergestellt haben.
Böhm kannte Göbel persönlich, denn beide arbeiteten 1881 für die American Electric Light Co.. Böhm sagte aus, dass Göbel zu diesem Zeitpunkt, 2 Jahre nach Patenterteilung an Edison, keine Vorkenntnisse auf dem Gebiet der Lampenherstellung gehabt habe und damals niemandem von seinen angeblichen früheren Entwicklungen erzählte.
Der mit der Lampenentwicklung vertraute Böhm legte in einem Gutachten die technischen Mängel der Beweisstücke dar, die er als betrügerisch einstufte. Ferner legte er die seiner Meinung nach technische Unmöglichkeit des behaupteten Produktionsverfahrens dar. Göbel wollte vor der Erfindung der Vakuumpumpe Lampen mit dem Torricelli-Verfahren entlüftet haben. Böhm sagte in seinem Gutachten, dass das unmöglich sei, weil ein fragiler Kohlefaden keinem Quecksilberbad mit 13fach höherer Dichte als Wasser und den dann zerrenden Kräften des auslaufenden Quecksilber standhalte. Seiner Meinung nach war die Herstellung von Kohlefadenlampen vor Erfindung der Vakuumpumpe unmöglich.
Die Elektro-Fachzeitschriften des Jahres 1893 beschäftigen sich in mehreren Artikeln mit Ludwig Karl Böhm und seinen Aussagen im Rahmen dieser Prozesse.

## US-Patente
- 248.156: Electric Lamp, 11. Oktober 1881[8]
- 248.279: Combination Vacuum Pump, 18. Oktober 1881[9]
- 250.192: Electric Lamp, 29. November 1881[10]
- 250.193: Electric Lamp, 29. November 1881[11]
- 516.079: Process of Making Incandescent Elements, 6. März 1894[12]
- 552.036: Material for Incandescent Conductors, 24. Dezember 1895[13]
- 572.101: Composition of Material for Incandescent Gas-Lights, 1. Dezember 1896[14]
- 606.441: Acetylene Gas Tip, 28. Juni 1898[15]
- 609.494: Acetylene Gas Generator, 23. August 1898[16]
- 630.966: Carbid Furnace, 15. August 1899[17]
- 659.784: Process of Manufacturing Paper from Straw, 16. Oktober 1900[18]
- 659.785: Pulp Washing and Straining Machine, 16. Oktober 1900[19]
- 668.033: Refrigerator Car, 12. Februar 1901[20]
- 758.348: Window Attachment, 26. April 1904[21]
- 875.315: Process of Making Paper-Pulp from Straw, 31. Dezember 1907[22]

Ludwig Karl Böhm meldete einige Patente auch in anderen Ländern an. Eine umfassende Quelle liegt jedoch nicht vor. Das Patent „187062 Verfahren zum Bleichen von Strohstoff für die Papierfabrikation“ wurde zum Beispiel im Deutschen Reich von ihm erworben.